# Wilfried Bade
Pour les articles homonymes, voir Bade.
Wilfrid Bade (4 février 1906 - avril 1945) est un écrivain et poète allemand. Mettant son art au service du régime nazi, chef de service au Ministère du Reich à l'Éducation du peuple et à la Propagande, il est l'auteur d'une biographie encenseuse de Joseph Goebbels, parue en 1933.

## Ouvrages
- Joseph Goebbels. Coleman, Lübeck 1933
- Die SA erobert Berlin: ein Tatsachenbericht. Knorr & Hirth, Munich 1933
- Trommlerbub unterm Hakenkreuz. Loewe, Stuttgart 1934
- Das Auto erobert die Welt. Biographie des Kraftwagens. Zeitgeschichte-Verlag, Berlin 1938
- Gloria. Utopischer Roman, Zeitgeschichte-Verlag, Berlin 1939